# Boucekiola malabarica
Boucekiola malabarica är en stekelart som beskrevs av T.C. Narendran 2005. Boucekiola malabarica ingår i släktet Boucekiola och familjen finglanssteklar. Inga underarter finns listade.